# 电力系统自动化
《电力系统自动化》是中国大陆工程科技类半月刊，创刊于1977年，编辑部位于江苏省南京市。此刊物由国家电网有限公司主管，国网电力科学研究院主办。被美国工程索引EI等收录。
《电力系统自动化》在2018年被中华人民共和国国家新闻出版广电总局新闻报刊司评为2017年全国“百强报刊”。